# P-40 (Long Track)

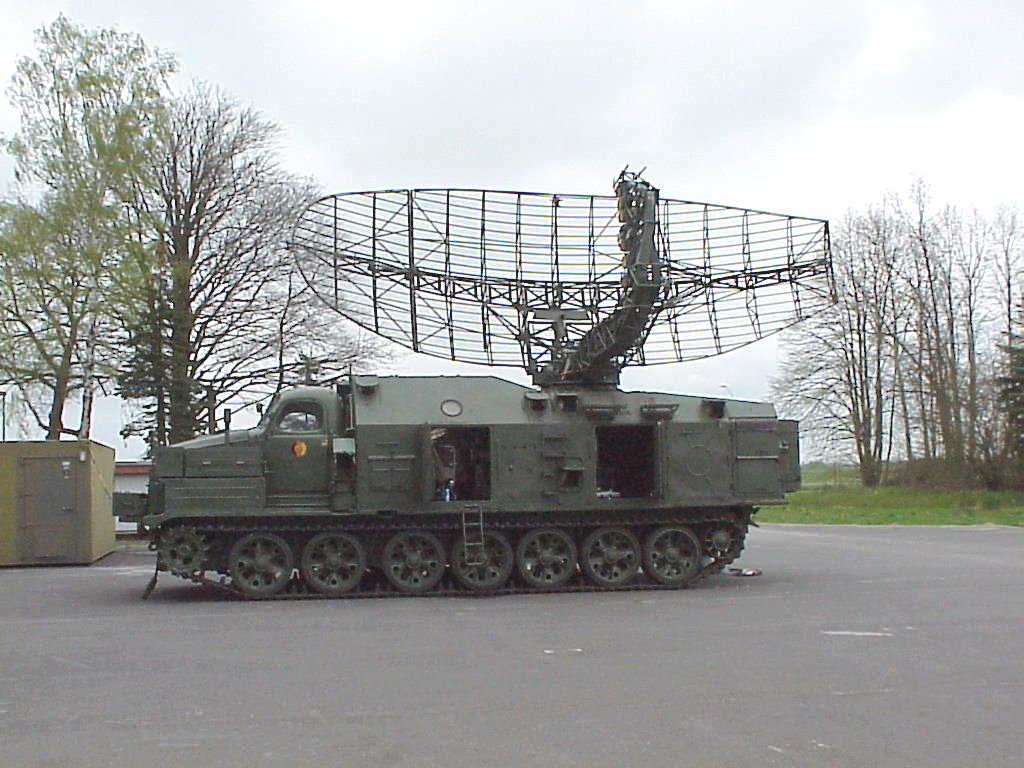
P-40 „Long Track“.

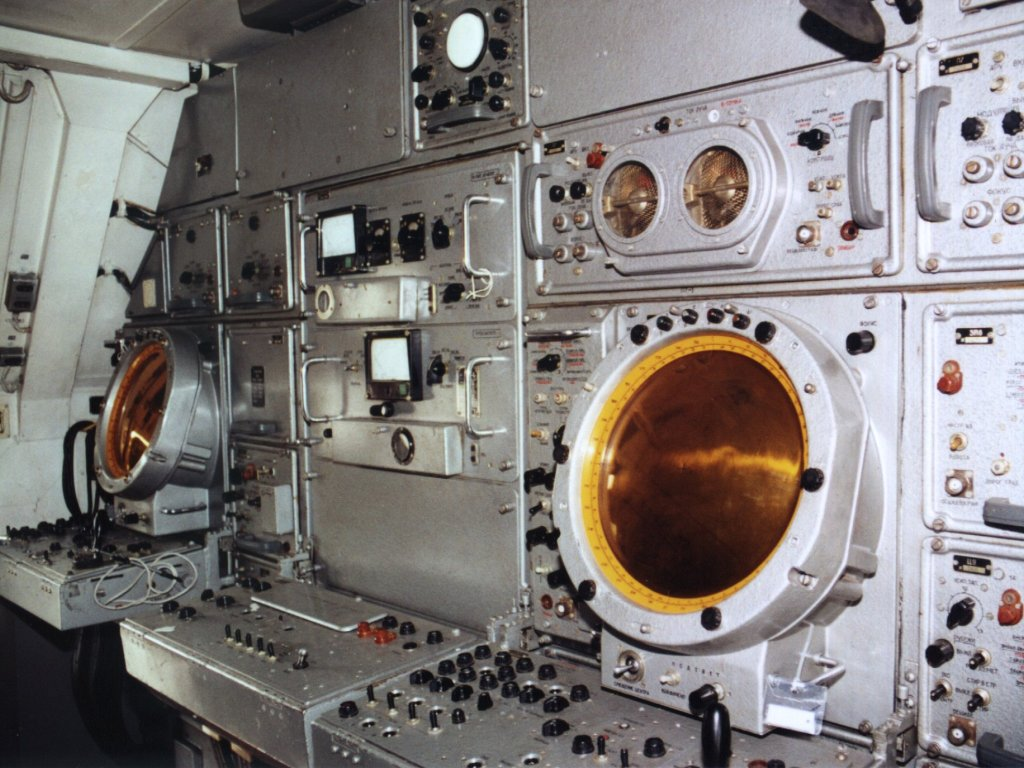
Sichtgeräte der P-40 „Long Track“

Die P-40 (Russische Bezeichnung „Bronja“, Spitzname „Eisenschwein“, NATO-Codename Long Track) ist eine russische mobile Radarstation auf dem Basisfahrzeug 426 U. Der GRAU-Index lautet 1RL128D als Rundblickstation, in der Variante als Zielzuweisungsstation in der Truppenluftabwehr 1S12. Als Zielzuweisungsstation war sie eingesetzt im Fla-Raketen-Komplex 2K11, als Rundblickstation arbeitete die P-40 üblicherweise mit einem mobilen Höhenfinder-Radargerät PRW-9 bzw. PRW-16 zusammen. Die P-40 hat eine Reichweite von etwa 378 Kilometern.

## Technik des Fahrzeugs
Das Fahrzeug ist eine modifizierte verlängerte Variante des Artillerieschleppers AT-T. Als Antriebsmotor findet ein 12-Zylinder-4-Takt-Dieselmotor mit einer Leistung von 465 PS (342 kW) Verwendung, der dem Fahrzeug bei einem Gesamtgewicht von 35 Tonnen eine Höchstgeschwindigkeit von 55 km/h verleiht. Die Stromversorgung des Gerätes erfolgt über einen eingebauten 100-kW-Generator mit einer Frequenz von 400 Hz, der von einer Gasturbine angetrieben wird. Die Stromversorgung war redundant ausgelegt; auch externe Stromversorgung über das Elektroaggregat PÄS-100 war möglich. Die Besatzung besteht aus sechs Mann.
Besatzung NVA
- 1 Stationsleiter – Offizier/Berufsunteroffizier,
- 1 Truppführer – Unteroffizier auf Zeit,
- 1 Fahrer/Elektroaggregatewart – Unteroffizier auf Zeit,
- 3 Funkorter – Soldaten im Grundwehrdienst (bzw. 2 GWD, 1 Reservist)

## Radargerät
Der Sender besteht aus vier in Reihe geschalteten Amplitronen als Senderöhren, die durch eine Wanderfeldröhre angesteuert werden. Einzelne Senderöhren konnten abgeschaltet und somit die Sendeleistung partiell verringert werden.
| Technische Daten P-40 „Long Track“ | Technische Daten P-40 „Long Track“ |
| ---------------------------------- | ---------------------------------- |
| Frequenzbereich                    | 2,2–2,3 GHz                        |
| Pulswiederholzeit                  | 2,5 und 1,25 ms                    |
| Pulswiederholfrequenz              | 400, 600 Hz und 800 Hz             |
| Sendezeit (PW)                     | 1 und 2 µs                         |
| Empfangszeit                       | 2,49 und 1,24 ms                   |
| Totzeit                            |                                    |
| Pulsleistung                       | bis 1,75 MW                        |
| Durchschnittsleistung              | 2–3 kW                             |
| angezeigte Entfernung              | bis 375 km                         |
| Entfernungsauflösung               | 300 m                              |
| Öffnungswinkel                     | 1,5°                               |
| Trefferzahl                        | > 8                                |
| Antennenumlaufzeit                 | 4 s oder 5 s                       |